# Mr. Roberts
Mr. Roberts (Mister Roberts) è una serie televisiva statunitense in 30 episodi trasmessi per la prima volta nel corso di una sola stagione dal 1965 al 1966. È tratta dal film del 1955 La nave matta di Mister Roberts (a sua volta basato su un romanzo e una commedia teatrale del 1948).
È una sitcom incentrata sulle vicende dell'equipaggio una nave da guerra, la USS Reluctant AK-601, durante la seconda guerra mondiale nei mari del Pacifico del Sud. Gli episodi si focalizzano sul frustrato tenente Douglas Roberts che deve affrontare il capitano John Morton e le sue angherie.

## Personaggi e interpreti
- Tenente Douglas Roberts (30 episodi, 1965-1966), interpretato da Roger Smith.
- Capitano John Morton (30 episodi, 1965-1966), interpretato da Richard X. Slattery.
- Guardiamarina Frank Pulver (30 episodi, 1965-1966), interpretato da Steve Harmon.
- Doc (30 episodi, 1965-1966), interpretato da George Ives.
- Stefanowski (4 episodi, 1965), interpretato da John McCook.
- Seaman D'Angelo (4 episodi, 1965-1966), interpretato da Richard Sinatra.
- Ammiraglio Wetherby (3 episodi, 1965-1966), interpretato da Barry Kelley.
- Insignia (3 episodi, 1965), interpretato da Henry Gibson.
- Mannion (2 episodi, 1965), interpretato da Ron Starr.
- Giovane marinaio (2 episodi, 1965), interpretato da Christopher Riordan.
- Ammiraglio Morrison (2 episodi, 1966), interpretato da Tom Brown.
- Bob, a seaman (2 episodi, 1966), interpretato da Robert Ivers.
- Cap. (2 episodi, 1966), interpretato da Alan Mowbray.
- primo giapponese - Harry (2 episodi, 1966), interpretato da Soon-Tek Oh.

## Produzione
La serie fu prodotta da Warner Bros. Television e girata negli studios della Warner Brothers a Burbank in California. Le musiche furono composte da Stan Kenton e Frank Perkins e Johnny Mandel.

### Registi
Tra i registi della serie sono accreditati:
- Seymour Robbie in 8 episodi (1965-1966)
- Robert Butler in 4 episodi (1965)
- Leslie H. Martinson in 4 episodi (1966)
- William Wiard in 3 episodi (1965-1966)
- Lawrence Dobkin in 2 episodi (1965)

### Sceneggiatori
Tra gli sceneggiatori della serie sono accreditati:
- Thomas Heggen in 30 episodi (1965-1966)
- Ken Pettus in 6 episodi (1965-1966)
- Douglas Morrow in 4 episodi (1965-1966)
- Don Tait in 2 episodi (1966)

## Distribuzione
La serie fu trasmessa negli Stati Uniti dal 17 settembre 1965 all'8 aprile 1966 sulla rete televisiva NBC. In Italia è stata trasmessa con il titolo Mr. Roberts.

## Episodi
| Stagione       | Episodi | Prima TV USA |
| -------------- | ------- | ------------ |
| Prima stagione | 30      | 1965-1966    |